# Villeret (Szwajcaria)
Villeret – gmina (niem. Einwohnergemeinde) w północno-zachodniej Szwajcarii, w kantonie Berno, w regionie administracyjnym Berner Jura, w okręgu Berner Jura. 31 grudnia 2020 roku liczyła 941 mieszkańców. Przez teren gminy przebiega droga główna nr 30.